# 新しい風 (自民党)
新しい風（あたらしいかぜ）は自由民主党内の議員グループ。2006年12月20日、元自民党幹事長の武部勤が設立した。

## 概要
主催者の武部によれば、派閥ではなく、主に当選1回の新人議員を選挙面から支援することが目的のグループ、とのこと。ここには、1年生議員の多くが小泉旋風によって当選を得たため、次回の選挙に不安があるという背景があった。猪口邦子・佐藤ゆかり・杉村太蔵ら新人議員（いわゆる「小泉チルドレン」）が多数を占め、千葉7区自民党候補の齋藤健や、当選回数2回以上の国会議員が10名「特別会員」として参加し、総勢36名が名を連ねていた。
武部グループに参加していながら、他派閥にも参加していた議員もおり、そもそも武部自身も山崎派に籍を置いたまま活動していたため、原則二重在籍を認められない従来の派閥とは一線を画していたといえる。
武部と二階俊博における仲の良さから、新しい波（二階派）との関係が良好であった。この二人には、2005年の郵政選挙当時にそれぞれ党幹事長・総務局長として選挙を仕切った縁があった。

### 名称
武部によれば、「新しい風」というグループ名は「ますらおが 心定めし 北の海 風吹かば吹け 波立てば立て」という歌にあやかっている。これは武部の選挙区である北海道の開拓者・依田勉三の歌である。加えて、二階の主宰する「新しい波」に呼応した名前でもある。報道では武部グループという呼称が用いられる場合が多く、武部派とは呼ばれない。

## 動向
安倍内閣の発足後は、改革姿勢が後退したとされる安倍晋三首相に対し、小泉政権並みの改革姿勢を求めていく党内最改革派グループとしても機能する姿勢をとった。
2007年9月に安倍晋三内閣総理大臣・自由民主党総裁が退陣し、総裁選挙が実施されると、グループの大半の議員が福田康夫元官房長官を支持する形勢であると報じられた。また、その際に武部がグループ全体を福田支持にしようとしたことに反発した杉村太蔵は麻生太郎を支持するため退会。その後二人は絶縁状態にあると言われたが、2018年10月10日、毎年恒例となっている小泉純一郎元総理らとの赤坂の料亭での会合に武部が杉村を呼び出したことで和解済みであることがわかった。
2009年8月30日に投票が行われた第45回衆議院議員総選挙では、役員・特別会員含めて所属議員の2/3が落選した。2010年には公式ホームページも削除された。
2012年、武部が引退を表明。3年前に落選した1年生議員の何人かは同年末の第46回衆議院議員総選挙で国政に復帰したが、会としての実体はほぼなくなったものと思われる。

## 構成
カッコ内は当選回数、選挙区（印付の場合は失職時の選挙区）、他に所属する派閥。※は、第45回衆議院議員総選挙で落選。●は、同選挙に立候補せず議員でなくなった。

### 役員
| 会長                              | 代表幹事                            | 運営委員長                        | 運営委員長代理                       |
| --------------------------------- | ----------------------------------- | --------------------------------- | ------------------------------------ |
| 武部勤（8回、比例北海道、山崎派） | 御法川信英※（2回、秋田3区、無派閥） | 秋葉賢也（3回、比例東北、無派閥） | 清水鴻一郎※（1回、比例近畿、古賀派） |

### 特別会員
| 佐田玄一郎（7回、比例北関東、津島派）            | 林幹雄（6回、比例南関東、山崎派）  | 田中和徳（5回、比例南関東、山崎派） | 山口泰明※（4回、埼玉10区、津島派） |
| 河本三郎※→引退（3回(参院1回)、兵庫12区、高村派） | 渡辺博道※（4回、千葉6区、津島派）  | 江崎鉄磨※（4回、愛知10区、二階派）  | 宮腰光寛（5回、富山2区、古賀派）   |
| 吉田六左ェ門※（3回、新潟1区、伊吹派）            | 戸井田徹※（2回、兵庫11区、津島派） |                                     |                                    |

### 会員
当選回数は記載無き場合1回。
| 飯島夕雁※（北海道10区、無派閥）     | 猪口邦子●（比例東京、無派閥）    | 亀井善太郎※（神奈川16区、山崎派） | 木原稔※（比例九州、津島派）         |
| 近藤三津枝（2回、比例近畿、無派閥） | 斎藤健（比例南関東、無派閥）     | 佐藤ゆかり※（東京5区、無派閥）    | 篠田陽介※（愛知1区、山崎派）        |
| 渡嘉敷奈緒美※（大阪7区、津島派）    | 徳田毅（2回、鹿児島2区、古賀派） | 冨岡勉※（長崎1区、山崎派）        | 永岡桂子（2回、比例北関東、麻生派） |
| 中川泰宏※（京都4区、無派閥）        | 藤田幹雄※（千葉4区、無派閥）     | 近江屋信広※（比例南関東、無派閥） | 小野次郎※（山梨3区、無派閥）        |
| 平将明（2回、比例南関東、山崎派）   | 田中良生※（埼玉15区、無派閥）    | 土屋正忠※（東京18区、無派閥）     | 牧原秀樹※（埼玉5区、無派閥）        |
| 安井潤一郎※（比例東京、無派閥）     |                                  |                                   |                                     |

### 元会員
- 杉村太蔵●（1回、比例南関東、無派閥）
- 山内康一（2回、比例北関東、無派閥）

## 参照
1. ↑  『それでも改革はやまぬ』 武部勤と「新しい風」、祥伝社新書、2008年　p48